# Samantha Morton
Pour les articles homonymes, voir Morton.
Samantha Morton [səˈmænθə ˈmɔːtən] est une actrice et réalisatrice britannique, née le 13 mai 1977 à Nottingham (Nottinghamshire).

## Biographie
Samantha Morton nait à Nottingham, en Angleterre, de Pamela et Peter Morton. Sa mère est ouvrière dans une usine de la région. En raison du divorce de ses parents prononcé en 1979, elle a vécu avec son père jusqu'à ses huit ans. Puis, elle a vécu en foyers d'accueil, car aucun de ses parents n'avaient la possibilité de s'occuper d'elle et de ses frères et sœurs. Elle a évoqué en 2014 les abus sexuels et la maltraitance subis au sein de ces foyers.

### Vie privée
Elle a une fille, l'actrice Esme Creed-Miles, née en 2000, qu'elle a avec l'acteur Charlie Creed-Miles et dont elle est séparée.
Elle vit désormais avec Harry Holm, fils du comédien Ian Holm. Leur fille, Edie, est née le 4 Janvier 2008 et leur fils, Theodore, est né en 2012.

## Carrière
Elle est nommée à l'Oscar de la meilleure actrice en 2004 pour son rôle dans In America et à celui du meilleur second rôle féminin en 2000 pour son rôle dans Accords et Désaccords.
En 2018, elle est choisie pour jouer Alpha, chef du groupe des Chuchoteurs, dans les neuvième et dixième saisons de la série The Walking Dead.
En 2022, elle est acclamée par la critique pour son incarnation de Catherine de Médicis dans la série The Serpent Queen.
En 2024, elle reçoit un prix exceptionnel, une bourse afin de saluer sa contribution au cinéma et à la télévision britannique. Elle a dédié ce prix aux enfants placés.
En 2025, elle rejoint la distribution de The Odyssey, de Christopher Nolan, dont la sortie est prévue en 2026.

## Filmographie

### Cinéma

#### Longs métrages
- 1997 : Under the Skin de Carine Adler : Iris Kelly
- 1997 : This Is the Sea de Mary McGuckian : Hazel Stokes
- 1999 : Accords et Désaccords (Sweet and Lowdown) de Woody Allen : Hattie
- 1999 : The Last Yellow de Julian Farino : Jackie
- 1999 : Dreaming of Joseph Lees d'Eric Styles : Eva
- 1999 : Jesus' Son d'Alison Maclean : Michelle
- 2000 : Pandemonium de Julien Temple : Sara Coleridge
- 2001 : Eden d'Amos Gitaï : Sam
- 2002 : Le Voyage de Morvern Callar (Morvern Callar) de Lynne Ramsay : Morvern Callar
- 2002 : Minority Report de Steven Spielberg : Agatha
- 2003 : Code 46 de Michael Winterbottom : Maria Gonzales
- 2003 : In America de Jim Sheridan : Sarah
- 2004 : Délires d'amour (Enduring Love) de Roger Michell : Claire
- 2005 : River Queen de Vincent Ward : Sarah O'Brien
- 2006 : Rochester, le dernier des libertins (The Libertine) de Laurence Dunmore : Elizabeth Barry
- 2006 : Lassie de Charles Sturridge : Sarah Carraclough
- 2006 : Libérez Jimmy (Slipp Jimmy fri) de Christopher Nielsen : Sonia (voix)
- 2007 : Control d'Anton Corbijn Deborah Curtis
- 2007 : Mister Lonely d'Harmony Korine : Marilyn Monroe
- 2007 : Elizabeth : L'Âge d'or (Elizabeth : The Golden Age) de Shekhar Kapur : Marie Stuart
- 2007 : Expired de Cecilia Miniucchi : Claire Barney
- 2008 : Synecdoche, New York de Charlie Kaufman : Hazel
- 2008 : Daisy d'Aisling Walsh : Martha Conroy
- 2009 : The Messenger d'Oren Moverman : Olivia Pitterson
- 2012 : John Carter d'Andrew Stanton : Sola
- 2012 : Cosmopolis de David Cronenberg : Vija Kinsky
- 2013 : Decoding Annie Parker de Steven Bernstein : Annie Parker
- 2013 : The Harvest de John McNaughton : Katherine
- 2014 : Mademoiselle Julie (Miss Julie) de Liv Ullmann : Kristin
- 2016 : Les Animaux fantastiques (Fantastic Beasts and Where to Find Them) de David Yates : Mary Lou Bellebosse
- 2018 : Two for Joy de Tom Beard : Aisha
- 2022 : She Said de Maria Schrader : Zelda Perkins
- 2022 : Save the Cinema de Sara Sugarman : Liz Evans
- 2023 : The Whale de Darren Aronofsky : Mary
- 2025 : The Entertainment System is Down de Ruben Östlund

#### Court métrage
- 1996 : The Future Lasts a Long Time de David Jackson : May

### Télévision

#### Séries télévisées
- 1991 : Soldier Soldier : Clare Anderson
- 1991 : Boon : Mandy
- 1994 : Médecins de l'ordinaire (Peak Practice) : Abbey
- 1995 - 1996 : Band of Gold : Tracy Richards
- 1997 : The History of Tom Jones, a Foundling : Sophia Western
- 2002 - 2003 / 2012 - 2013 : Max et Ruby (Max & Ruby) : Ruby (voix)
- 2015 : Panthers : Naomi Franckom
- 2016 : Rillington Place : Ethel Christie
- 2017 - 2019 : Les Filles de joie (Harlots) : Margaret Wells
- 2019 : I Am... : Kristy
- 2019 - 2020 : The Walking Dead : Alpha
- 2022 : Tales of the Walking Dead : Dee
- 2022 - : The Serpent Queen : Catherine de Médicis

#### Téléfilms
- 1993 : The Token King de Ray Kilby : Vicky
- 1996 : Emma de Diarmuid Lawrence : Harriet Smith
- 1997 : Jane Eyre de Robert Young : Jane Eyre
- 2006 : Longford de Tom Hooper : Myra Hindley
- 2015 : Cider with Rosie de Philippa Lowthorpe : Annie Lee

### Clip
- 2002 : Electrical Storm de U2 et William Orbit : La sirène

### Réalisatrice
- 2009 : The Unloved (téléfilm)

## Voix francophones
En version française, Samantha Morton est dans un premier temps doublée à trois reprises par Agathe Schumacher dans Minority Report, In America et Daisy (it).
La doublant une première fois dans Synecdoche, New York, Nathalie Bienaimé la retrouve dans The Walking Dead et sa série dérivée Tales of the Walking Dead.
En parallèle, elle est doublée à deux occasions par Céline Mauge, dans Dreaming of Joseph Lees (en) et Panthers et par Fabienne Loriaux dans Mademoiselle Julie et Les Filles de joie. À titre exceptionnel, plusieurs comédiennes se succèdent pour la doubler comme Dorothée Pousséo dans le téléfilm Emma, Coralie Zahonero dans Rochester, le dernier des libertins, Amélie Gonin dans Control, Caroline Lemaire dans The Messengers, Véronique Soufflet dans John Carter, Valérie Siclay dans Cosmopolis, Claire Beaudoin dans Les Animaux fantastiques, Maia Baran dans The Serpent Queen, Anne Dolan dans She Said, Carole Bianic dans The Whale ainsi que Marie-Laure Dougnac dans Les Incandescentes (en).